# Jean-Baptiste Belin
Jean-Baptiste Belin (Blain de Fontenay le Père) (Caen, 9 de Novembro de 1653-Paris, 2 de Dezembro de 1715) foi um pintor francês.
As suas naturezas mortas são muito populares.